# 考德威爾 (喬治亞州)
卡德威爾（英語：Cadwell）是一個位於美國喬治亞州勞倫斯縣的城鎮。

## 地理
卡德威爾的座標為32°20′25″N 83°02′33″W / 32.34028°N 83.04250°W，而該地的平均海拔高度為120米（即394英尺）。

## 人口
根據2010年美國人口普查的數據，卡德威爾的面積為3.40平方千米，當中陸地面積為3.40平方千米，而水域面積為0.00平方千米。當地共有人口528人，而人口密度為每平方千米155人。